# Dramuscules
Contraction des mots drames et minuscules, Dramuscules (en allemand Dramolette) est un recueil de pièces courtes de théâtre écrites par Thomas Bernhard. Il les a écrits en 1988, un an avant sa mort. Dépeignant l'Autriche qu'il n'a jamais cessé de dénoncer, abrutie, réactionnaire, engluée dans le passé nazi.
Les Dramuscules ont paru en français à Paris, L'Arche, 1991 et rassemblent les recueils Der deutsche Mittagstisch et Claus Peymann kauft sich eine Hose und geht mit mir essen.

## Extraits
« C'est toujours la même chose
à peine sommes-nous autour de la table
autour du chêne
il y en a un qui trouve un nazi dans la soupe
et au lieu de la bonne vieille soupe aux nouilles
nous avons tous les jours
la soupe aux nazis sur la table
rien que des nazis au lieu des nouilles ».
« Ma mère disait toujours, quelqu'un qui se tue est quelqu'un de dangereux ».